# 玉宗焕
玉宗焕（1931年—），男，朝鲜族，吉林通化人，中华人民共和国军事人物，中国人民解放军少将，曾任吉林省军区政治委员，第六、七届全国人大代表。